# Eggbuckland
Eggbuckland är en stadsdel i Plymouth, i distriktet Plymouth, i grevskapet Devon, i England. Egg Buckland var en civil parish fram till 1939 när blev den en del av Plymouth och Bickleigh. Civil parish hade 2 494 invånare år 1931. Byn nämndes i Domedagsboken (Domesday Book) år 1086, och kallades då Bocheland/Bochelanda.